# Leila Davis
Leila Davis è un personaggio dei fumetti pubblicati dalla Marvel Comics, è una giovane vedova che ha intrapreso la carriera criminale per vendicare il marito, il supercriminale Ringer.

## Biografia

### In cerca di vendetta
Alla sua prima apparizione, Leila è presentata dal criminale Boomerang ai suoi soci del Sinistro Sindacato come sua nuova fiamma e candidata al ruolo di pilota della banda. Superato il provino, accompagna il gruppo presso la banca che intendono rapinare, nonostante la loro impresa sia contrastata dall'intervento dell'Uomo Ragno i criminali riescono a fuggire, tranne Boomerang, che ignorando l'ordine dello Scarabeo di ritirarsi è catturato. Tornati nel loro covo, lo Scarabeo si scusa per aver trascinato via Leila con la forza e le presenta l'avvocato Partridge, al quale affida il compito di liberare Fred in modo legale, mentre Speed Demon tenta di avvicinarsi alla donna. Durante un sopralluogo alla prigione in cui è rinchiuso Boomerang, il reale intento di Leila è rivelato, intende vendicarsi dello Scarabeo per qualche motivo, affinché il suo piano non fallisca la ragazza prende delle contromisure, stringe un accordo con Kingpin e non rifiuta le lusinghe di Speed Demon, in modo da poterlo sfruttare se necessario. In seguito, fa visita a Fred, per ragguagliarlo sulla situazione, e scopre che al di là dell'atteggiamento da dura le risulta difficile manipolare gli altri per i suoi fini. Nel covo del Sinistro Sindacato, mentre sta occupandosi del furgone, Leila origlia una conversazione tra lo Scarabeo e Partridge, l'argomento è il sabotaggio dell'evasione di Boomerang per ordine di Kingpin, la ragazza decide di aiutare Fred e corre alla prigione dove lo preleva, assieme al compagno di fuga Shocker. L'uomo è contento di rivederla ma la donna gli confessa di averlo usato, come pegno per averlo aiutato ad evadere però gli chiede di affiancarla nella lotta contro lo Scarabeo, responsabile secondo lei della morte di suo marito, Anthony Davis, alias Ringer. Il terzetto arruola tra le sue file anche Rhino, appena uscito dal Sindacato, mentre Herman decide di dare forfait; mentre sono nascosti nel loro covo, i tre superstiti sentono un rombo, sono i loro vecchi compagni giunti all'attacco. La lotta infuria, Leila riesce a bloccare Speed Demon e affronta lo Scarabeo che si salva a causa della maldestra interferenza di Rhino, la ragazza non demorde e mette ancora una volta all'angolo il suo bersaglio, questa volta è l'intervento di Spidey che mina i suoi propositi di vendetta, la battaglia termina e la donna finisce in manette assieme al suo nemico corazzato.

### Un nuovo inizio
Scontata la sua pena, Leila è rilasciata, il suo desiderio di vendicarsi non si è affievolito e la donna intende metterlo in atto grazie alla nuova identità di Hardshell e a tre compagni, Boomerang, Rhino e l'Avvoltoio. Il quartetto attacca una struttura di ricerca e, nonostante l'intervento dell'Uomo Ragno, riesce a procurarsi un'arma. Nascosti nel loro covo, i quattro cercano di decidere cosa fare con il congegno rubato quando la loro base è attaccata dallo Scarabeo e da Stegron. Quando Jenkins prova a fuggire con la refurtiva, Hardshell lo insegue e lo raggiunge ma è attaccata da Stegron, fortunatamente per lei, un uomo che dice di chiamarsi Strikeback corre in suo aiuto. Incuriosita dal suo salvatore, che le sembra familiare, Leila lo segue e lo aiuta a combattere Swarm, dopo la lotta i due si parlano, l'uomo le rivela di essere Anthony, resuscitato dall'A.I.M. sotto forma di cyborg, e le propone di abbandonare i suoi piani di vendetta per iniziare una nuova vita insieme, dopo averci pensato bene la ragazza accetta.

### In cerca di redenzione
Dopo la morte del marito per cedimento del suo nuovo corpo robotico, Leila è contattata da un'organizzazione governativa che le offre un posto nel gruppo dei Redeemers, assieme ai suoi nuovi compagni, nella nuova identità di Scarabeo, la donna affronta i Thunderbolts, i robot del Dottor Destino ed il supercriminale Graviton.

## Poteri e abilità
Oltre a essere un'ottima pilota, Leila è in possesso delle armi di suo marito Ringer. Nelle identità di Hardshell e Scarabeo, indossa due diverse armature che incrementano la sua forza e resistenza, le permettono di volare e di lanciare onde di energia concussiva.